# Raparna amseli
Raparna amseli är en fjärilsart som beskrevs av Brandt 1941. Raparna amseli ingår i släktet Raparna och familjen nattflyn. Inga underarter finns listade.